# 魏宝思
魏宝思（？—），美国外交官，现任美国驻札幌总领事。

## 经历
魏宝思出身亞利桑那州。他畢業於美利堅大學，並在蒙特雷国际研究学院取得了國際貿易的碩士學位，在加入國務院之前於1999年至2002年在姬路和神戶工作，担任外国青年聘用项目（JET项目）的助理语言教师和国际关系协调员，并在加利福尼亚州蒙特雷的防扩散研究中心从事研究工作。他會日語、漢語普通話、俄語和葡萄牙語。
魏宝思曾任駐廣州、大阪的領事和駐上海經濟領事。
2022年8月就任美國駐札幌總領事，任期三年。